# Hecphora
Hecphora is een kevergeslacht uit de familie van de boktorren (Cerambycidae). De wetenschappelijke naam van het geslacht werd voor het eerst geldig gepubliceerd in 1857 door Thomson.

## Soorten
Hecphora omvat de volgende soorten:
- Hecphora latefasciata Jordan, 1894
- Hecphora testator (Fabricius, 1781)